# VfL Gummersbach

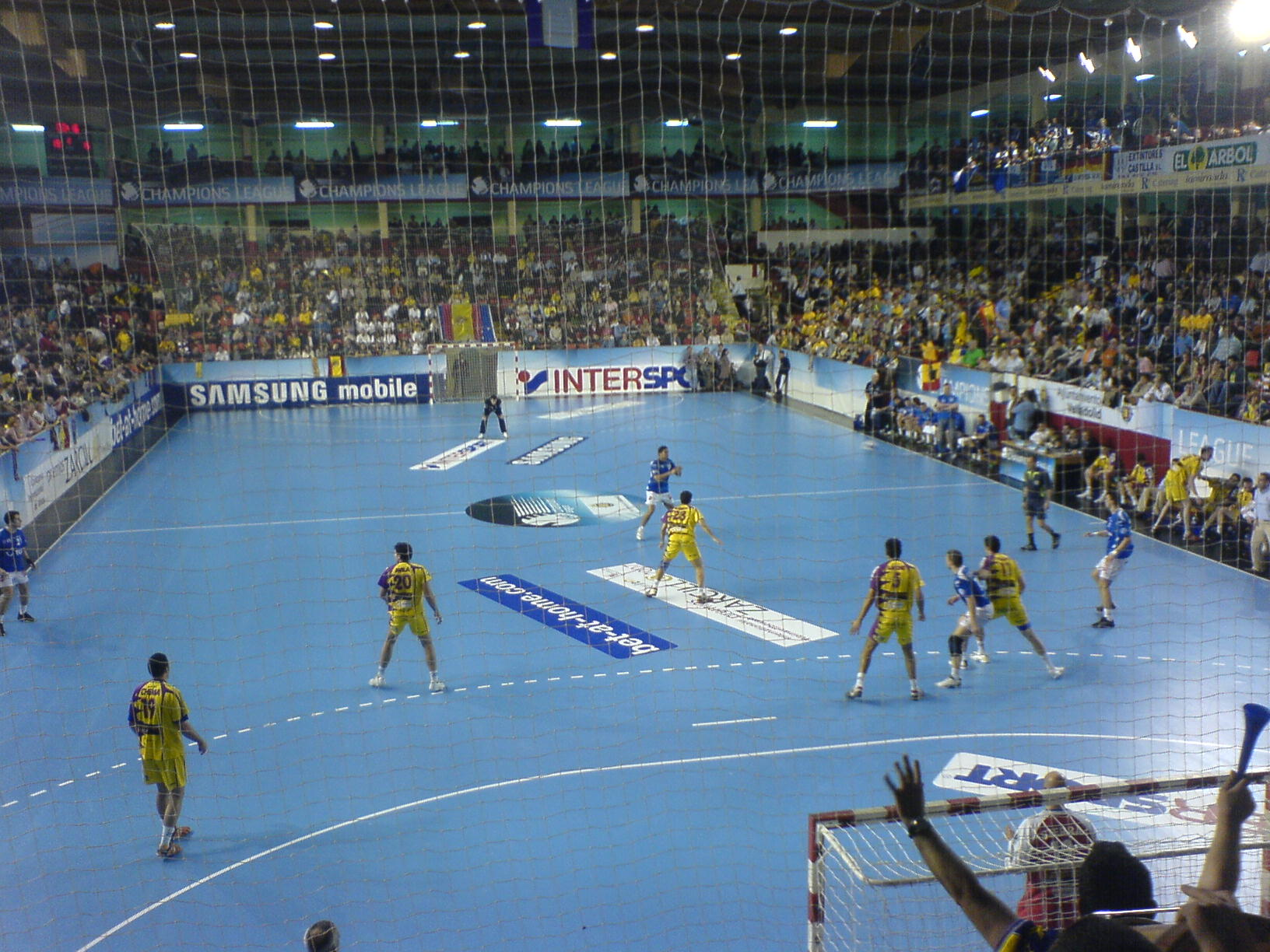
BM Valladolid vs. VfL Gummersbach.

El VfL Gummersbach és un club d'handbol de la localitat alemanya de Gummersbach. És un dels equips amb més títols a nivell internacional, destacant-ne especialment les 5 Copes d'Europa.
Actualment el VfL Gummersbach competeix a la 1a Divisió de la Bundesliga alemanya, competició que ha guanyat en 12 ocasions.

## Palmarès
- 5 Copes d'Europa: 1967, 1970, 1971, 1974 i 1983.
- 3 Recopes d'Europa: 1978, 1979 i 2010.
- 2 Copa EHF: 1982 i 2009.
- 2 Supercopes d'Europa: 1979 i 1983.
- 12 Lligues alemanyes: 1966, 1967, 1969, 1973, 1974, 1975, 1976, 1982, 1983, 1985, 1988 i 1991.
- 5 Copes alemanyes: 1978, 1979, 1982, 1983 i 1985.